# Anoxoides bytinskisalzi
Anoxoides bytinskisalzi is een keversoort uit de familie bladsprietkevers (Scarabaeidae). De wetenschappelijke naam van de soort is voor het eerst geldig gepubliceerd in 1971 door Petrovits.